# Ukko Peltonen
Pour les articles homonymes, voir Peltonen.
Ukko Iisakki Peltonen, né le 15 juin 1998 à Helsinki, est un coureur cycliste finlandais.

## Biographie
En 2019, Ukko Peltonen devient champion de Finlande du contre-la-montre chez les élites et les espoirs (moins de 23 ans). Il est également sélectionné en équipe nationale pour les championnats d'Europe, disputés à Alkmaar. 

## Palmarès et résultats

### Palmarès par année
- 2018
  - 2e du championnat de Finlande du contre-la-montre espoirs
  - 2e du championnat de Finlande du contre-la-montre par équipes
- 2019
  -  Champion de Finlande du contre-la-montre
  -  Champion de Finlande du contre-la-montre espoirs
  - Lattomeri ajo
- 2020
  -  Champion de Finlande du contre-la-montre
  -  Champion de Finlande du contre-la-montre espoirs
  - 2e du championnat de Finlande sur route
  - 2e du championnat de Finlande sur route espoirs
- 2021
  - Porvoon Ajot
  - 2e du championnat de Finlande du contre-la-montre
  - 2e du championnat de Finlande sur route
- 2025
  -  Champion de Finlande du contre-la-montre par équipes
  - Hyrylän Ajot

### Classements mondiaux
| Année                                 | 2019  | 2020 | 2021 |
| ------------------------------------- | ----- | ---- | ---- |
| Classement mondial                    | 1619e | 617e | 959e |
| UCI Europe Tour                       | 1076e | 503e | 720e |
|                                       |       |      |      |
| Légende : nc = non classéSource : UCI |       |      |      |